# Leland (musicien)
Pour les articles homonymes, voir Leland.
Brett McLaughlin, plus connu sous son nom de scène Leland, est un auteur-compositeur-interprète et producteur de musique américain.

## Biographie
Basé à Los Angeles, il a travaillé pour un grand nombre d'artistes comme Troye Sivan, Daya, Selena Gomez, Andy Grammer, Kelsea Ballerini ou Allie X. En décembre 2017, McLaughlin signe avec Universal Music Allemagne pour son projet Leland et chez i est publié par Sony/ATV Music Publishing.